# 扈標
扈標，山東臨淄縣（今淄博市）人。清朝政治人物、進士出身。

## 生平
明崇禎三年（1630年），鄉試中舉。清順治三年（1646年），登進士。授江西永豐縣知縣、陝西淳化縣知縣。